# Liste der Monuments historiques in Helléan
Die Liste der Monuments historiques in Helléan führt die Monuments historiques in der französischen Gemeinde Helléan auf.

## Liste der Bauwerke
| Bezeichnung      | Beschreibung | Standort | Kennzeichnung | Schutzstatus | Datum | Bild           |
| ---------------- | ------------ | -------- | ------------- | ------------ | ----- | -------------- |
| Kreuz von Penlan |              | (Lage)   | PA00091276    | Inscrit      | 1935  | weitere Bilder |

## Liste der Objekte
- Monuments historiques (Objekte) in Helléan in der Base Palissy des französischen Kultusministeriums